# Ambulance (vírus)
Ambulance é um vírus de computador não destrutivo que infeta ficheiros.

## Características
O vírus não permanece residente em memória. Apenas infeta ficheiros .COM de um determinado diretório, mas não o primeiro dos ficheiros. Isto é, deverão existir pelo menos dois ficheiros.COM num diretório para o vírus poder multiplicar-se.
O nome Ambulance (em português Ambulância) provém do desenho em ASCII de uma ambulância que se move na parte inferior do ecrã que por vezes surge quando um ficheiro infetado é executado. O som de uma sirene também surge pelo altifalante.